# Túnel de Avenida Italia
El túnel de Avenida Italia es un paso a desnivel en la ciudad de Montevideo, Uruguay, que fluye en sentido este-oeste y corresponde a la avenida homónima, pasando por debajo y en sentido perpendicular a la Avenida Centenario.

## Historia

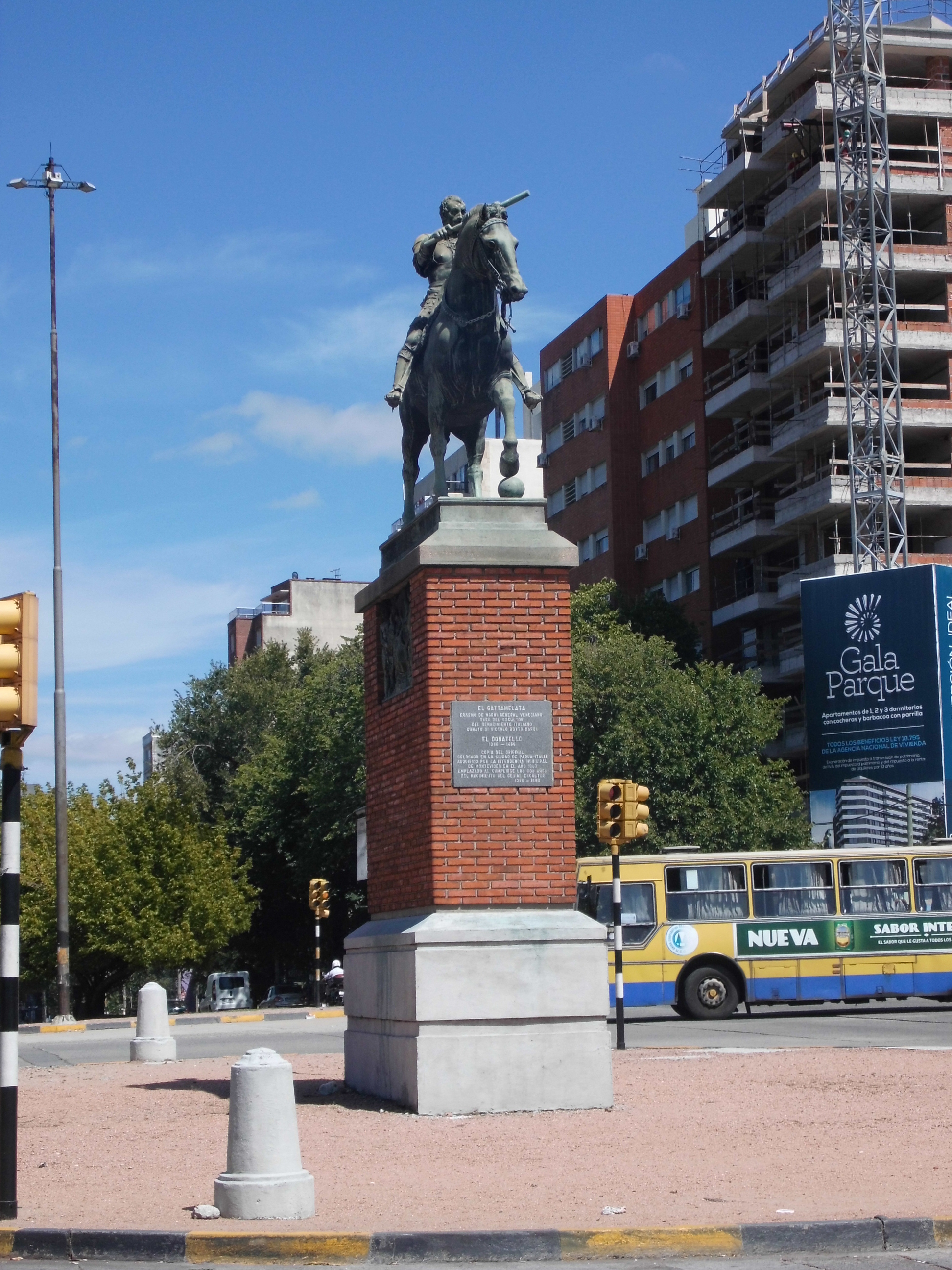
Cruce de la Avenida Italia y Centenario y el monumento a Gattamelata antes de la construcción del túnel.

El proyecto de construir un túnel por debajo de la avenida Italia inició en 2017, durante la gestión del entonces intendente Daniel Martínez, y formaba parte de un plan mayor para la avenida que contemplaba mejoras de pavimentación y una ciclovia.
El objetivo principal era el de reducir los atascos producidos en la avenida Italia, una vía muy importante para la ciudad ya que conecta de manera más directa el centro con el este. Además es una continuación de la Avenida Giannattasio y ésta de las rutas 9 e IB, que atraviesan una zona muy densamente poblada del área metropolitana de Montevideo. 
No solo se busca de generar una mayor fluidez entre el transporte público y privado en una zona tan ajetreada como lo es el barrio Parque Batlle, sino que también pretende facilitar el acceso desde y hacia el Hospital de Clínicas Dr. Manuel Quintela, adyacente a la avenida e importante centro de salud de la ciudad.
El 21 de marzo de 2019 comenzaron la obras y casi 2 años después, el 18 de marzo de 2021, se habilitó únicamente el pasaje norte que ingresa a la ciudad. Su primer transeúnte fue un joven skater apodado "Juanchi" que accedió al lugar en la mañana y luego de consultar al personal de la obra, circuló filmando con su celular sobre su patineta en sentido este-oeste y luego viceversa.

Lo pensé cuando vi la noticia y vivo en frente. Me comí la obra dos años y dije 'tengo que ser el primero en inaugurarlo y en patineta'
Juanchi

A los pocos días se generó polémica en las redes sociales ya que había quienes alegaban que el túnel no tenía la altura adecuada para recibir vehículos de gran porte, pues el cartel de pórtico indicaba que la altura era de 4,10 m. A lo que la intendencia respondió que 4,10 m era la altura máxima que debían poseer vehículos de transporte público, mientras que la lámina inferior del cartel de pórtico era de 4,30 m y la viga metálica de dicho cartel era de 4,50 m. Oficialmente, la altura de los 95 metros techados del túnel es de 4,60 m, según indica el reglamento vial de 1984.
El 3 de mayo, se inauguró el pasaje sur que sale de la ciudad, quedando totalmente concluida la parte inferior del túnel. Posteriormente, los trabajos pendientes como el pavimento a nuevo y la señalización finalizarán el 30 de octubre, dando por finalizada toda la obra.